# Железничка станица Самаила
Железничка станица Самаила је од железничких станица на прузи Краљево—Пожега. Налази се у насељу Самаила у граду Краљеву. Пруга се наставља у једном смеру ка Мршинцима и у другом према према Адранима. Железничка станица Самаила састоји се из 3 колосека.